# Lixocleonus
Lixocleónus — рід жуків родини Довгоносики (Curculionidae).

## Зовнішній вигляд
Основні ознаки:
- 1-й членик джгутика вусиків у довжину такий самий, як 2-й;
- лапки усіх ног знизу вкриті губчастими підошвами;
- тіло не вкрите лусочками, черевце вкрите голими крапками, 4-й членик черевця довший за 5-й та 6-й, узяті разом.

## Спосіб життя
Невідомий, ймовірно, він типовий для інших Cleonini.

## Географічне поширення
Ареал роду обмежений Індією.

## Класифікація
У цьому роді описано один вид — Lixocleonus incanus Marshall, 1923.

## Практичне значення
У Східній Індії Lixocleonus incanus пошкоджував цукрову тростину.